# Колесо Вартенберга

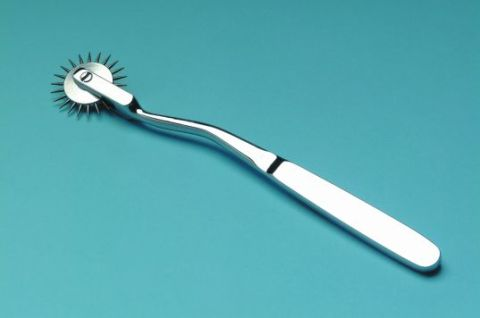
Колесо Вартенберга

Колесо Вартенберга — медицинский прибор, придуманный доктором Робертом Вартенбергом для проверки болевой чувствительности. Представляет собой ручку, на которой закреплено колёсико небольшого диаметра, по ободу которого радиально расположены острые шипы, шаг которых равен приблизительно 2,5 мм. Как правило, изготавливается из нержавеющей стали и имеет 7 дюймов (ок. 18 сантиметров) в длину. Широкого распространения в медицине не получил. Малый ход игл может позволить быстро определить границу нарушений чувствительности, однако частые уколы игл от колесика мешают пациенту сосредоточиться на своих ощущениях и, как следствие, проверка чувствительности простой иголкой позволяет более точно локализовать зону поражения, хотя и требует больше времени. Является скорее скрининговым инструментом для проведения общего неврологического осмотра, когда нарушения чувствительности не предполагаются.
В наше время часто применяется в BDSM-играх.